# Haplosyllis bisetosa
Haplosyllis bisetosa är en ringmaskart. Haplosyllis bisetosa ingår i släktet Haplosyllis och familjen Syllidae.
Artens utbredningsområde är Röda havet. Inga underarter finns listade i Catalogue of Life.